# コムテック (自動車製品)
株式会社コムテック（英: COMTEC）は、自動車関連エレクトロニクス製品や放送衛星用ダブルコンバーターの開発・製造・販売を主業務とする企業。本社を愛知県愛知郡東郷町に置く。

## 概要
日本国内におけるドライブレコーダーや車載用セキュリティ機器、車載地デジチューナーの主要サプライヤーの一つである。
かつてはレーダー探知機も製造していたが、2021年8月、CS放送に使われる12.6GHzの帯域の電波が電波法の基準を超える水準で検知されたため、販売の中止とユーザーへの使用停止に関する周知などについて指導を受けた。そして同年9月をもって全製品の販売を終了した。

## 沿革
- 1985年10月8日 - 愛知県名古屋市にて会社設立。
- 2004年3月 - 株式会社シードを吸収合併。
- 2018年10月 - 現在地に本社を移転。
- 2021年9月 - レーダー探知機事業から撤退。

## 主な製品
- レーダー探知機（2021年9月撤退）
- エンジンスターター
- ドライブレコーダー
- カーセキュリティ
- 地デジチューナー
- バックカメラ
- ポータブルナビ

## スポンサー番組 （現在及び過去にした番組も含む）
- ザ!世界仰天ニュース（日本テレビ）
- 日曜プライム（テレビ朝日）※不定期スポンサー
- ホンマでっか!?TV（フジテレビ）※不定期スポンサー
- 未来世紀ジパング（テレビ東京）
- 情報プレゼンター とくダネ!（フジテレビ）※金曜9時台前半→木曜9時台前半、不定期スポンサー
- ひるおび（TBS）※13時台隔日提供
- 情報ライブ ミヤネ屋（読売テレビ制作・日本テレビ系列）※毎週水曜日、不定期スポンサー
- 朝だ!生です旅サラダ（メ〜テレローカルスポンサー）
- ぐっさん家（東海テレビ）
- オトナの土ドラ（東海テレビ）※一時期降板あり
- アス友（中京テレビローカルスポンサー）
- ワイドナショー（東海テレビローカルスポンサー）
- 宮根誠司VS中部8局女子アナ（中京テレビローカルスポンサー）